# Bertrand Halperin

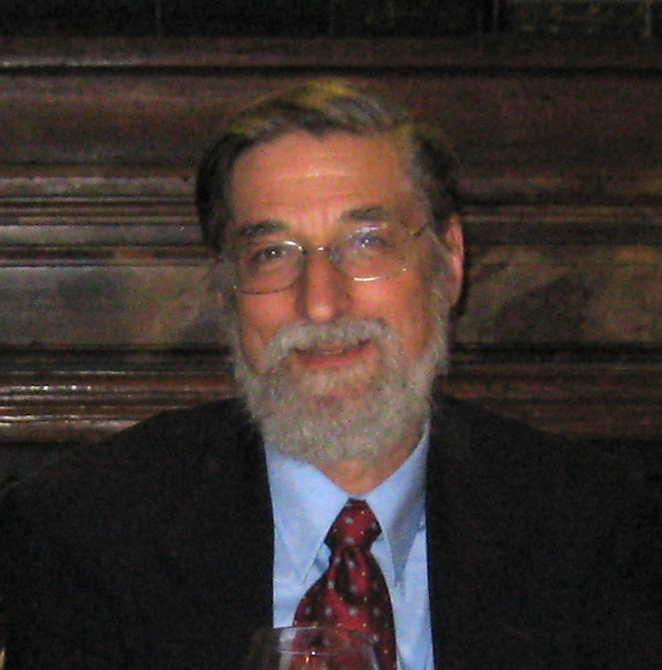
Bertrand Halperin

Bertrand Israel Halperin (* 6. Dezember 1941 in Brooklyn) ist ein US-amerikanischer Physiker.

## Leben und Werk
Bertrand Halperin wurde als Sohn von Morris und Eva Halperin, geb. Teplitsky geboren. 1961 erwarb er seinen Bachelor an der Harvard University und wechselte an die University of California, Berkeley, wo er 1963 seinen Master machte. Als Gastwissenschaftler war er 1964 bis 1965 an der Princeton University. 1965 wurde er promoviert (Betreuer: John Hopfield). Anschließend war er als Postdoktorand an der École normale supérieure in Paris, um 1966 bis 1976 bei den Bell Laboratories zu forschen. Seit 1976 ist er Professor an der Harvard University, seit 1992 als Hollis-Professor für Mathematik und Naturphilosophie. Von 1988 bis 1991 war er Dekan der Fakultät für Physik. Seit 1994 war er zehn Jahre lang wissenschaftlicher Direktor des Center for Imaging and Mesoscale Systems (CIMS).
Halperin arbeitet auf dem Gebiet der kondensierten Materie und der statistischen Physik. Er interessiert sich für zweidimensionale Elektronensysteme bei tiefen Temperaturen und starken Magnetfeldern, sogenannte Quanten-Hall-Systeme (→ Quanten-Hall-Effekt). 1993 sagte er mit Patrick A. Lee und N. Reid die Existenz eines bald darauf nachgewiesenen metallischen Zustands in halbgefüllten Landau-Niveaus vorher, wobei die Elektronen in den zweidimensionalen Systemen zusammengesetzte Quasiteilchen mit Vortices bilden. 1978 untersuchte er mit David R. Nelson zweidimensionale Schmelzprozesse (siehe Hexatische Phase) und konnte Vorhersagen machen, die später von Pindak et al. experimentell bestätigt wurden. Weitere Forschungsinteressen beinhalten: Supraleitung, Transportprozesse in inhomogenen Systemen und Kernspinresonanz in porösen Medien. Früher arbeitete er auch über Quanten-Antiferromagnete in ein und zwei Dimensionen, Eigenschaften von Gläsern bei tiefen Temperaturen und dynamische Phänomene nahe einem Phasenübergang.
Halperin ist seit dem 23. September 1962 mit Helena Stacy French verheiratet und hat einen Sohn, Jeffery Arnold, und eine Tochter, Julia Stacy.

## Veröffentlichungen
Halperin veröffentlichte mehr als 200 Arbeiten in wissenschaftlichen Zeitschriften.

## Preise
- 1982 Oliver E. Buckley Condensed Matter Prize (American Physical Society)
- 2001 Lars-Onsager-Preis (American Physical Society)
- 2003 Wolf-Preis[6]
- 2019 APS Medal for Exceptional Achievement in Research[7]

## Mitgliedschaften
- American Physical Society
- American Academy of Arts and Sciences
- National Academy of Sciences
- American Philosophical Society